# Crematogaster crassicornis
Crematogaster crassicornis är en myrart som beskrevs av Carlo Emery 1893. Crematogaster crassicornis ingår i släktet Crematogaster och familjen myror. Inga underarter finns listade i Catalogue of Life.